# Hans Rosenkrantz
Hans Carl Oluf Rosenkrantz (3. februar 1870 i Paris – 27. januar 1936 i Hellerup) var dansk lensbaron, godsejer og landbrugskyndig nationalbankdirektør. Gennem 57 år var han besidder af Rosenkrantz-slægtens stamsæde, Rosenholm Slot på Djursland. 

## Barndom
Hans Rosenkrantz blev født i Paris, hvor hans fader baron Holger Christian Georg Rosenkrantz siden 1867 havde været legationssekretær ved den danske ambassade. Ganske få dage før sønnens et-års fødselsdag døde Holger Rosenkrantz januar 1871. Dette faldt desuden sammen med den dramatiske afslutning på Den fransk-preussiske krig og Pariserkommunen, der fulgte efter. Den kun 25-årige enkebaronesse Sophie Magdalene, født komtesse Raben, flygtede hjem til Danmark med den lille Hans Carl Oluf. Hun valgte i 1876 at indgå nyt ægteskab med greve Adam Henrik Carl Moltke. Hans Carl Oluf Rosenkrantz fik nu sit hjem i København, hvor også halvbroren greve Frederik Moltke (1877-1939) kom til verden. I 1879 blev Hans Carl Oluf som 9-årig godsejer, da hans farfar lensbaron Hans Henrik Rosenkrantz døde og efterlod stamhuset Rosenholm til sin sønnesøn. Det fik dog ingen praktisk betydning for den unge lensbaron, som fortsatte sin skolegang i København. Driften af Rosenholm blev varetaget af farfarens brødre i forening med Adam Moltke.

## Uddannelse og tidlige karriere
Hans Rosenkrantz blev 1887 student fra Borgerdydskolen på Christianshavn. Hans fortsatte videre med jurastudier og blev cand.jur. 1893. Samme år fik han ansættelse ved Udenrigsministeriet og blev udsendt som attaché ved gesandtskabet i Berlin. Året efter blev han legationssekretær samme sted, men allerede 1896 tog han afsked med diplomatiet for at vende hjem til Danmark.

## Den unge godsejer
Efter 17 år under administration af stedfaderen og godsforvalteren, vendte den nu 26-årige lensbaron hjem til Rosenholm for selv at overtage driften. Allerede under administartionen var man begyndt at modernisere og forbedre Rosenholm, og dette arbejde fortsatte i de følgende år. Rammerne var således i orden, da Hans Rosenkrantz i 1899 indgår ægteskab med Christiane komtesse Wedell-Wedellsborg (1879-1960), datter af greve Bendt Wedell. Det unge par bosatte sig på Rosenholm. Sideløbende med sit virke som godsejer var Hans Carl Olud meget aktiv i diverse bestyrelser og komiteer. Især var det indenfor sparekassebevægelsen og landbrug, at han for alvor lagde sine kræfter. Udover at han 1895-1922 var bestyrelsesformand i den lokale Hornslet Sparekasse, var han desuden formand i Centralforeningen af jyske sparekasser 1896-1922, formand for De samvirkende jydske Tyendesparekasser 1900-1922, formand for Fællesrepræsentationen for de danske Sparekasser 1921-23, fra 1909 medlem af Nationalbankens repræsentantskab m.m.

## Familieliv
Hans Carl Oluf Rosenkrantz blev 1917 separet og 1920 skilt fra sin første hustru Christiane Rosenkrantz. I dette ægteskab fødtes 2 sønner:
- Jørgen Adam Bendt lensbaron Rosenkrantz (1900-47)
- Holger Julius Frederik Knud Lavard Josef lensbaron Rosenkrantz (1902-75).

I 1920 indgik Hans Rosenkrantz nyt ægteskab med Esther Lysabild, i hvilket ægteskab fødtes sønnerne:
- Niels Vilhelm baron Rosenkrantz
- Oluf Henrik baron Rosenkrantz

Hans Rosenkrantz besad livet i gennem mange tillidshverv. Blandt dem kan nævnes udnævnelse til landbrugskyndig nationalbankdirektør samt forstander for Herlufsholm Kostskole.